# 처음이라서
《처음이라서》는 2015년 10월 7일부터 2015년 11월 25일까지 On Style에서 방영된 드라마이다.

## 등장 인물

### 주요 인물
- 최민호 : 윤태오 역
- 박소담 : 한송이 역
- 김민재 : 서지안 역
- 조혜정 : 오가린 역
- 이이경 : 최훈 역
- 정유진 : 류세현 역

### 그외 인물들
- 손성찬
- 임종윤 : 최훈의 아버지 역
- 소희정 : 최훈의 어머니 역
- 이두석
- 이세욱
- 장해송
- 박신우
- 설창희
- 허선행
- 고은성
- 오윤홍
- 한승현 : 오디션 심사위원 역
- 정현석 : 오디션 심사위원 역
- 안우연 : 동아리원 역

### 특별출연
- 윤아 : 임윤아 역
- 홍석천 : 커피숍 사장 역
- 이승연 : 한송이의 이모 역
- 양희경 : 상담원 역
- 정만식 : 서지안의 아버지 역
- 정경호 : 파출소 순경 역
- 윤현민 : 파출소 순경 역
- 안내상 : 윤태오의 아버지 역
- 이기찬
- 김지휘
- 김혜나
- 이준혁